# Schulakzeptanz
Unter Schulakzeptanz verstehen Schulpädagogik und Pädagogische Psychologie die Bereitschaft, sich auf das Erziehungs- und Bildungsangebot der Institution Schule einzulassen. Der neutrale Begriff beinhaltet sowohl die positive Möglichkeit einer interessierten Annahme als auch die negative einer Verweigerung. Die Akzeptanz kann durch unterschiedliche Faktoren beeinträchtigt oder begünstigt werden. Ablehnung wie Zustimmung können sich auf das inhaltliche Angebot, die Strukturen oder auf die pädagogischen Zielvorstellungen beziehen. Entsprechend vielfältig stellen sich die Entscheidungsgründe dar.

## Phänomen
Das Niedersächsische Kultusministerium Hannover sieht Akzeptanz von Schule als deren wesentliches Qualitätsmerkmal im Rahmen der Gesellschaft und formuliert das wie folgt aus:

„In einer demokratischen Gesellschaft ist Schule ein Teil des öffentlichen Lebens, an dem nicht nur die unmittelbar Beteiligten mitwirken, sondern auch das schulische Umfeld Anteil nimmt. Die Akzeptanz, die eine Schule in den jeweiligen Bezugsgruppen hat, drückt sich im Einverständnis mit den erzielten fachlichen und fachübergreifenden Leistungen der Schülerinnen und Schüler ebenso aus wie in der Wertschätzung der geleisteten erzieherischen Arbeit. Die Identifikation aller Beteiligten mit der Schule sowie die Wahrnehmung als gemeinsamen Lern- und Lebensraum sind Zeichen für einen von Wertschätzung, Toleranz und Zuverlässigkeit geprägten zwischenmenschlichen Umgang, einer gesundheitsfördernden Atmosphäre von Sicherheit und Wohlbefinden, geregelten Mitwirkungs- und Gestaltungsmöglichkeiten sowie motivierenden Lern- und Arbeitsbedingungen. Die positive Wahrnehmung in der Öffentlichkeit ist Ausdruck eines vielfältigen, kulturell anregenden Schullebens sowie eines ansprechenden, einladenden Aufenthaltsortes.“

Wesentliche Merkmale einer Akzeptanz von Schule sind nach diesem Verständnis:
- die Wertschätzung der Bildungsarbeit der Institution durch die Eltern und Schüler,
- die Identifikation der Lehrkräfte, Schüler und Eltern mit dem von ihnen geschaffenen Lern- und Lebensraum und
- das entsprechend positive Erscheinungsbild in der öffentlichen Wahrnehmung.[1]

Die drei entscheidenden menschlichen Komponenten, die das Gesicht der jeweiligen Schule als öffentliche oder private Einrichtung prägen, sind demnach das Lehrpersonal, die lernenden Kinder und Jugendlichen sowie deren Eltern und Erziehungsberechtigten.

## Bedeutung

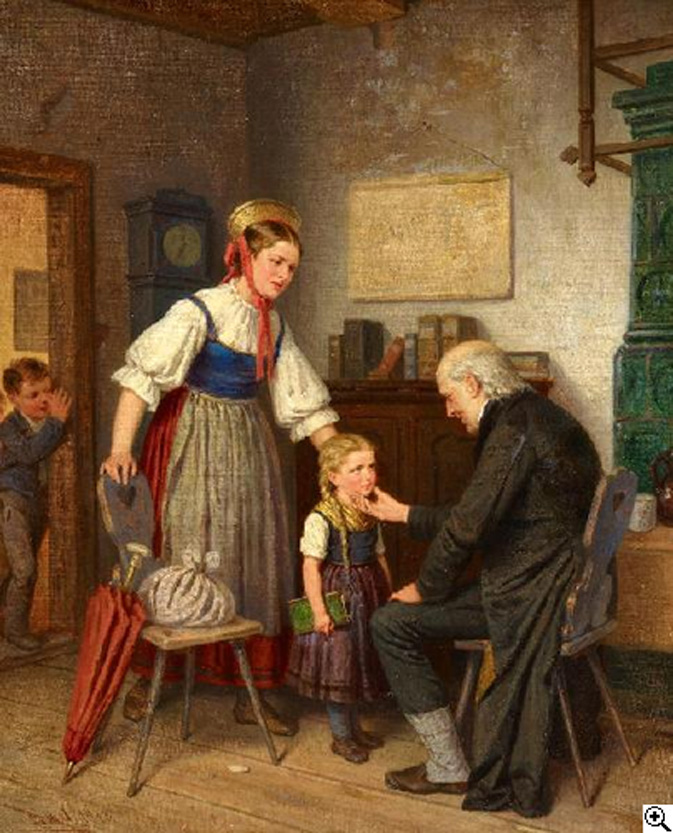
Emil Schuback: Willkommen in der Schule (1873)

Der Übergang von der elterlichen Erziehung in einen Schulalltag mit fremden Kindern und einer neuen Respektsperson, die Konfrontation mit weiterreichenden, andersartigen Anforderungen und Verhaltensregeln und die Entwicklung vom Spielkind zum Schulkind, sind ein bedeutender Lebenseinschnitt. Er muss daher sorgsam vorbereitet und möglichst positiv besetzt werden. Er darf auf keinen Fall mit Ängstigungen verbunden sein. Es liegen gravierende Erzieherfehler vor, wenn schon der Gedanke an Schule Panik bei der Einschulung hervorruft und Abwehr und Widerstand erzeugt. Der Schuleintritt muss im Gegenteil mit Vorfreude und Lust auf Schule verbunden sein und von Anfang an als ein Lebensraum erfahren werden, in dem das Kind sich aufgehoben fühlt und nicht lernen muss, sondern lernen darf. Der Schulbeginn bestimmt weitestgehend den Verlauf der nachfolgenden Schulakzeptanz mit.
Dieser Wohlfühlcharakter gilt für das Lehrpersonal ebenso wie für die Schüler. Nur bei einer mit der Schulatmosphäre zufriedenen, harmonisch und konstruktiv miteinander kooperierenden Lehrerschaft kann eine positive Schulakzeptanz entstehen. Sie sollte auch die Eltern einbeziehen, die sich für den entsprechenden Schultyp und die Mitarbeit an dem Innen- und Außenbild der gewählten Schule entscheiden.

## Einflussfaktoren

### Die Schüler
Eine Publikation des Erziehungswissenschaftlers Fritz Bohnsack befasst sich ausführlich mit den Problemen und Fördermöglichkeiten der Akzeptanz von Schule aus der Perspektive der lernenden Generation: Bei der Auswertung verschiedener empirischer Studien, in denen er das Schulgeschehen vergleichsweise bis in die 1970er-Jahre zurückverfolgt, stößt er auf eine Reihe von Problemfeldern, die eine Akzeptanzverweigerung auslösen können. Sie werden in einem ersten Teil der Abhandlung in sechs Kapiteln dargelegt, bevor er sich in einem zweiten Teil möglichen Lösungsvorschlägen zuwendet.
Geringe Schulakzeptanz, die etwa in Schulangst, Schulverweigerung oder Schulflucht zum Ausdruck kommt, resultiert danach im Wesentlichen aus defizitären Schulgegebenheiten. Hierzu zählen etwa mangelnde Mitwirkungsmöglichkeiten der Lernenden an inhaltlichen Angeboten und der Gestaltung des Lehr- und Lernbetriebs. Vor allem im Regelschulbetrieb registriert  Bohnsack das Vorherrschen von Selektionsmechanismen, bei denen die Schüler sich einer starken Aussortierung nach Leistung ausgesetzt sehen. Viele Schüler würden mehr Anteile an helfenden und beratenden statt an belehrenden und prüfenden Elementen in der Lehrerrolle erwarten. Sie vermissen eine stärkere personale Zuwendung bei Leistungsversagen und wünschen sich weniger Asymmetrie in der Lehrer-Schüler-Beziehung. Sie möchten weniger als „Lern- und Erziehungs-Objekt“, mehr als Mensch und Person wahrgenommen und behandelt werden. Es wird das Ausbleibens eines Sinnerlebens bei der Stoffvermittlung beklagt, das nicht nur bei leistungswilligen Schülern Langeweile und Schulmüdigkeit provoziert.
Aber auch eine mangelnde Wertschätzung der Schüler untereinander und ein von Aggressivität und Mobbing geprägtes Gegeneinander spielen eine bedeutende Rolle für die Entwicklung einer negativen Einstellung gegenüber der Schule. Bohnsack spricht davon, dass weithin auch die „Beziehungen der Schüler untereinander einer Humanisierung bedürfen“. Eine als unangenehm erlebte Schulatmosphäre und ein übermäßiger Notendruck seien geeignet, Bedrohungsängste und eine sich manifestierende innere Abwehr gegen die Lerneinrichtung Schule und das Lernen in dieser zu erzeugen.
Der Schulpädagoge Bohnsack schreibt der für die menschliche Entwicklung erforderlichen Trennung einer persönlichen Wertschätzung von dem erbrachten Leistungsniveau eine wesentliche Bedeutung für die Schulakzeptanz zu. Entsprechend legt er im zweiten Teil seiner Abhandlung den Schwerpunkt auf die Frage, wie ein Klima des Angenommenseins und ein von Wohlwollen getragenes Lernen etabliert werden können, die jedem Schüler das Gefühl vermitteln, auch mit seinen Lernschwächen als Mensch geachtet zu sein. Die schülergerechte Schule sollte sich nach Bohnsack als eine Anstalt darstellen, die auch Versagen im Lehrbetrieb ohne Abwertung der Person zulässt.
Der Schulentwicklungsforscher Thomas Rihm betont in einer diesbezüglichen Publikation, dass Schulakzeptanz voraussetze, dass der Lernende zum Subjekt seines Bildungsprozesses gemacht und für eine persönliche Sinnerfahrung Zusammenhänge erkennbar werden müssten zwischen der eigenen Lebenswirklichkeit und dem Angebot der Schule: „Akzeptiert wird demnach „Aus-Bildung“ nur, wenn sie Sinn macht – aus der Sicht der Lernenden“.

### Die Lehrer
Auch bei Lehrern kann die Schulakzeptanz schwinden, wenn sich die ursprünglichen Beweggründe der Berufswahl als realitätsfremd erweisen oder das Berufsbild und der Aufgabenkatalog sich, gesellschaftspolitisch begründet, in eine Richtung verändern, die ihren Vorstellungen und Fähigkeiten nicht mehr entspricht:
So kann der vorrangig logotrop orientierte Fachlehrer, der sich überwiegend im höheren Bildungsbereich heimisch fühlt und seinen Lehrauftrag und seine didaktischen Ambitionen in erster Linie auf die Vermittlung von Bildungswissen ausgerichtet hatte, starke Frustrationen entwickeln, wenn er sich – etwa in einer Brennpunktschule – im Wesentlichen als Sozialarbeiter wiederfindet, wofür er weder eine Ausbildung noch eine Qualifikation mitbringt. Es kann den ausgebildeten Lateinlehrer treffen, der sich mangels Nachfrage seines Faches von der Schulleitung dauerhaft zum fachfremden Unterrichten von Mathematik eingesetzt sieht, einer nicht studierten Materie, in der er sich nicht wohlfühlt. Es kann den didaktisch überforderten Quereinsteiger in Nöte bringen, wenn Mobbing oder undiszipliniertes Schülerverhalten ihn an seine psychischen und physischen Grenzen bringen. Der auf der Basis von Lehrerbefragungen entstandene Band „Aufbauende Kräfte im Unterricht'“ von Fritz Bohnsack betont zudem die Bedeutung der beruflichen Motivation der Lehrkräfte, die Freiräume der Schule voraussetzt für eigene Lehr- und Lerngestaltungen und den Lehr- und Lernbetrieb nicht in vorgegebene pädagogische Trends einzwängt.
Marode Schulgebäude und Klassenzimmer, Mangel an modernen Lehr- und Lernmitteln, unbezahlte Über- und Vertretungsstunden, ein hektischer Schulalltag, ein ungutes Schulklima, fehlende gesellschaftliche Wertschätzung des Bildungsengagements, eine überbordende Verwaltungsbeanspruchung und immer neue Aufgabenstellungen, mit denen gesellschaftliche Probleme über die Schulen repariert werden sollen, nähren Zweifel an der Sinnhaftigkeit des eigenen Berufsbildes und der Arbeitsstätte. Sie ruinieren die psychische und physische Gesundheit bei Lehrern, fördern die Schulverdrossenheit und führen zu einem vermehrten frühzeitigen Berufsausstieg und einem Rückgang der Lehramtsbewerber.
Der Spiegel schreibt nach einer Umfrage unter den Bildungsministerien der Länder in seiner Ausgabe 44/2023:

„Die Zahl der Lehrerinnen und Lehrer an öffentlichen Schulen, die ihren Job hinschmeißen, ist deutschlandweit in den vergangenen Jahren zum Teil dramatisch gestiegen. So kehrten in Niedersachsen im Jahr 2022 fast fünfmal so viele Lehrkräfte der Schule den Rücken wie noch zehn Jahre zuvor. Insgesamt gaben 333 von ihnen ihre Stelle auf. In Brandenburg stieg die Zahl im selben Zeitraum um fast das Sechsfache, von 34 auf 200. Noch steiler ist die Kurve beim Verlust pädagogischer Fachkräfte in Sachsen-Anhalt: 2015 hatten 31 Pädagogen ihren Job hingeschmissen, 2022 waren es 409 – mehr als 13-mal so viele.“

Permanente „Stress-Überforderung“ wird als häufigste Ursache der Berufsaufgabe angegeben. So notiert der „Cicero - Magazin für politische Kultur“ in seiner Online-Ausgabe vom Februar 2022, dass sich 19 Prozent der Lehrkräfte mit der Hauptursache Burnout frühpensionieren lassen. Das Nachrichtenmagazin mdrWissen stellt in einem Beitrag vom 21. April 2021 fest: „Ein viertel aller angehenden Lehrer und Lehrerinnen leiden unter Burn-out-Symptomen. Ein Drittel verlässt die Schule bereits nach fünf Jahren wieder.“
In einem vergleichenden Blick auf verwandte Problemkonstellationen in Frankreich verweist der Bildungspolitiker Kurt Czerwenka darauf, dass es von großer Bedeutung für die Schulakzeptanz der Lehrkräfte sei, sich mit den Bildungszielen ihrer Institution und dem Lehrauftrag an ihrer Arbeitsstätte identifizieren zu können. Hierzu gehöre das Gewähren von angemessenen Freiräumen für die eigenen Lehrgestaltungen, aber auch ein ihnen aufgrund ihrer erworbenen Kompetenzen und Erziehungsleistung zukommende Anerkennung seitens Gesellschaft, Schule und Schülerschaft: „Zu dieser Schulakzeptanz gehört auch ein grundsätzlicher Respekt gegenüber der Autorität der Lehrpersonen.“

### Die Eltern
Bei Eltern und Erziehungsberechtigten können ideologische und religiöse Gründe eine Rolle spielen, ihre Kinder nicht in eine Allgemeinbildende Schule zu geben und sie lieber den abweichenden eigenen Bildungsvorstellungen zu unterziehen. Aber auch eine fehlende Transparenz der schulischen Zielprogrammatik oder eine unzureichende Kommunikation neuer didaktischer Konzepte können die Schulakzeptanz beeinträchtigen, wie eine Studie der Bergischen Universität Wuppertal nahelegt.
Der österreichische Schulpädagoge Helmut Fend weist in einem Beitrag zur Modernisierung der Schule darauf hin, dass Schulakzeptanz sich letztendlich in einem verträglichen, auf gemeinsame Zielvorstellungen ausgerichteten Zusammenwirken der am Bildungsgeschehen beteiligten drei menschlichen Komponenten Lehrer, Eltern und Schüler erweist und bewährt.
Die Schulleitung der Schweizer Kantonsschule Waldstatt hat dazu ein Konzept entworfen und publiziert, wie die Zusammenarbeit von Eltern und Lehrerschaft zur Optimierung des Schulklimas und einer entsprechenden Schulakzeptanz gelingen kann. Dabei werden verschiedene Faktoren aufgelistet, die geeignet erscheinen, gegenseitiges Vertrauen und Motivation zu partieller Verantwortungsnahme zu entwickeln. Es geht in diesem Modell im Wesentlichen um die Koordinierung der unterschiedlichen Erziehungsaufgaben von Elternhaus und Schule sowie um das Aktivieren gemeinsamer pädagogischer Fördermaßnahmen bei Verhaltensauffälligkeiten und Lernschwierigkeiten. Allgemein wird auf eine Schulzufriedenheit der Kinder und Eltern in der Zielprogrammatik hoher Wert gelegt.
Auch der Professor für Pädagogische Psychologie Markus Neuenschwander und Mitarbeiter kommen in ihrem Schweizer Forschungsprojekt zu dem Schluss, dass nicht Kampfstellung gegeneinander, sondern die Kooperation miteinander im Sinne des Bildungsauftrags der Schule eine wesentliche Komponente der Akzeptanzsicherung sein kann:

„Die staatliche Institution Schule steht unter Rechtfertigungsdruck. […] Eine Schul- und Bildungsreform reiht sich an die nächste im Bemühen, die Kritik zum Verstummen zu bringen. Dabei ist nicht immer eindeutig, ob die Schulreform die Schule verbessert oder aber das System Schule destabilisiert. Die Bildungslandschaft ist dynamisch geworden. Die Eltern-Lehrer-Zusammenarbeit bildet ein geeignetes Medium, in welchem die Schule die Aufgabe der Akzeptanzsicherung erfüllen kann.“